# Sport in Lombardia
La Lombardia è una regione molto attiva dal punto di vista sportivo. Alla numerosa e capillare presenza di impianti sportivi sul suo territorio, si accompagna anche la rilevanza a livello nazionale ed internazionale delle sue società sportive.
Grande lustro allo sport italiano è stato (e viene ancora) dato da alcune delle squadre più titolate del mondo nel calcio e nella pallacanestro (Milan, Inter, Atalanta, Brescia, Olimpia Milano, Pallacanestro Varese, Pallacanestro Cantù, Basket Brescia Leonessa, Vanoli Basket Cremona.
Rilevante il contributo della Lombardia in altri sport come il ciclismo (nel 2008 la regione ha ospitato i Campionati Mondiali a Varese), la Formula 1 (dal 1950, eccetto il 1980 in cui si corse a Imola, si corre a Monza il Gran Premio d'Italia), il rugby, la pallavolo e la pallanuoto, seppur con alterne fortune. Inoltre in Lombardia vengono anche disputati due tornei di tennis: Torneo di Milano e il Torneo di Monza Brianza.
Importante è la presenza degli sport invernali, come lo short track, l'l'hockey su ghiaccio, lo sci alpino e di fondo, il biathlon. Il programma dei Giochi olimpici invernali di Milano Cortina 2026 prevede diverse gare nelle località alpine valtellinesi di Bormio e Livigno, in particolare le sci alpino maschile sulla Pista stelvio e il freestyle e lo snowboard sul Mottolino/Sitas, Tagliede/Carosello 3000.

## Principali impianti sportivi

### Stadi
| #   | Stadio                      | Città         | Capienza |
| --- | --------------------------- | ------------- | -------- |
| 1°  | Giuseppe Meazza             | Milano        | 75 923   |
| 2°  | Gewiss Stadium              | Bergamo       | 24 950   |
| 3°  | Mario Rigamonti             | Brescia       | 19 550   |
| 4°  | U-Power Stadium             | Monza         | 17 102   |
| 5°  | Giovanni Zini               | Cremona       | 16 003   |
| 6°  | Giuseppe Sinigaglia         | Como          | 13 602   |
| 7°  | Arena Civica                | Milano        | 10 000   |
| 8°  | Franco Ossola               | Varese        | 9 926    |
| 10° | Luigi Zaffanella            | Viadana       | 6 000    |
| 7°  | Danilo Martelli             | Mantova       | 11219    |
| 11° | Carlo Speroni               | Busto Arsizio | 5 000    |
| 12° | San Michele                 | Calvisano     | 5 000    |
| 13° | Giovanni Mari               | Legnano       | 5 000    |
| 14° | Mario Rigamonti-Mario Ceppi | Lecco         | 4 997    |
| 15° | Giuseppe Voltini            | Crema         | 4 095    |
| 15° | Pietro Fortunati            | Pavia         | 4 000    |

### Palasport
| #   | Palasport        | Città         | Capienza |
| --- | ---------------- | ------------- | -------- |
| 1°  | Mediolanum Forum | Assago        | 12 331   |
| 2º  | PalaDesio        | Desio         | 6 700    |
| 3º  | Palalido         | Milano        | 5 347    |
| 4º  | PalaLeonessa     | Brescia       | 5 200    |
| 5º  | Lino Oldrini     | Varese        | 5 107    |
| 7º  | Maria Piantanida | Busto Arsizio | 4 490    |
| 6°  | PalaUnical       | Mantova       | 5 000    |
| 8º  | PalaCandy        | Monza         | 4 500    |
| 9°  | PalaGeorge       | Montichiari   | 4 300    |
| 10° | PalaRavizza      | Pavia         | 4 000    |
| 11º | Pianella         | Cucciago      | 3 910    |
| 12º | PalaElachem      | Vigevano      | 3 898    |
| 13º | Mario Radi       | Cremona       | 3 519    |
| 14° | PalaFacchetti    | Treviglio     | 2 880    |
| 15° | PalaAgnelli      | Bergamo       | 2 250    |

Altri impianti:
- Autodromo nazionale di Monza
- Velodromo Maspes-Vigorelli di Milano
- Ippodromo La Maura di Milano
- Ippodromo del galoppo di San Siro
- Idroscalo di Milano
- Lido di Milano
- Pista stelvio
- Pista Deborah Compagnoni
- Palaghiaccio Braulio

## Principali società sportive
Atletica leggera
- Atletica Riccardi Milano
- A.S. Merate Sez. Atletica
- Scuola Sportiva Atletica.it
- Pro Patria di Busto Arsizio
- Polisportiva Circolo Giovanile Bresso
- Pro Sesto Atletica Cernusco
- Forti e Liberi Monza
- CUS Pro Patria Milano
- CUS Insubria Varese-Como
- Atletica Lecco Colombo Costruzioni
- Atletica Andromeda
- Atletica Vignate
- BPM Bovisio Masciago
- ALA Abbiategrasso
- OSA Saronno
- US Milanese
- Bergamo Stars Atletica
- CUS Bergamo
- Bergamo Oriocenter 1959
- Atletica Castenedolo
- Bracco Atletica
- CUS Pavia
- Atletica 100 Torri Pavia
- Atletica Vigevano
- Iriense Voghera
- Atletica Bresso
- Atletica Rovellasca
- CBA Cinisello
- GEAS Atletica
- Polisportiva Albosaggia
- GS Valgerola Ciapparelli
- GS Chiuro
- Centro Olimpia Piateda
- ADM Ponte in Valtellina
- GS CSI Morbegno
- Polisportiva Bassanese
- Daini Carate Brianza
- SOI Inveruno
- Atletica Meneghina
- Polisportiva Carugate
- Cardatletica
- Atletica Gavirate
- Varese Atletica
- Atletica Melzo
- 5 Cerchi Seregno
- Virtus Groane
- Nuova Atletica Astro
- Euroatletica 2002
- Atletica Sovico
- Atletica Monza
- GSA Brugherio
- GS Zeloforamagno
- Atletica Gessate
- Raptors Milano
- Milano Atletica
- Road Runners Club Milano
- DK Runners Club Milano
- Runaway Milano
- Ortica Team Milano
- Verde Pisello Group Milano

Baseball:
- Milano
- Codogno Baseball
- Bollate Baseball Club
- Senago Milano Baseball United

Basket Femminile:
- GEAS Basket (Serie A1)
- Pallacanestro Broni 93 (Serie A1)
- Basket Costa (Serie A1)
- Basket Biassono

Basket Maschile:
| #  | Società           | Serie A | Serie A2 | Serie B | Serie B2 | Totale | Stagione 2024-2025 |
| -- | ----------------- | ------- | -------- | ------- | -------- | ------ | ------------------ |
| 1  | Olimpia Milano    | 91      | 2        | -       | -        | 93     | Serie A            |
| 2  | Pall. Varese      | 76      | 4        | -       | -        | 80     | Serie A            |
| 3  | Pall. Cantù       | 64      | 8        | 5       | -        | 77     | Serie A2           |
| 5  | Pall. Pavia       | 21      | ?        | ?       | 2        | 23     | Serie B2           |
| 4  | Milano 1958       | 16      | -        | -       | -        | 16     | Serie C            |
| 6  | Vanoli Cremona    | 15      | 4        | 5       | 2        | 26     | Serie A            |
| 7  | Brescia           | 9       | 5        | 2       | -        | 16     | Serie A            |
| 8  | Basket Brescia    | 7       | 11       | 6       | 1        | 25     | sciolto            |
| 9  | B. Gallarate      | 6       | 4        | 2       | 7        | 19     | Serie B2           |
| 10 | Pirelli Milano    | 4       | -        | -       | -        | 4      | sciolto            |
| 11 | Robur Varese      | 3       | ?        | ?       | 2        | 5      | Serie B2           |
| 12 | Aurora Desio      | 2       | 7        | 18      | 7        | 34     | Serie B            |
| 13 | Pall. Vigevano    | 2       | 12       | ?       | ?        | 14     | Serie A2           |
| 14 | Alpe Bergamo      | 1       | -        | -       | -        | 1      | sciolto            |
| 15 | Aresium           | 1       | -        | -       | -        | 1      | sciolto            |
| 16 | Dopolavoro Milano | 1       | -        | -       | -        | 1      | sciolto            |
| 17 | Blu Treviglio     | -       | 10       | 24      | 1        | 35     | sciolto            |
| 18 | Mantova           | -       | 9        | 1       | 1        | 11     | Serie B2           |
| 19 | Urania Milano     | -       | 6        | -       | -        | 6      | Serie A2           |
| 20 | Bergamo B. 2014   | -       | 4        | 5       | 1        | 10     | sciolto            |

Altre società rilevanti:
- Legnano Basket (Serie B)

Beach Soccer:
- Milano Beach Soccer

Calcio Femminile:
- ACF Milan (Serie A)
- Inter (Serie A)
- Brescia (Serie B)
- Bergamo R (Serie B)
- S.S.D. Riozzese Como (Serie B)
- Como (Serie A)
- Fiamma Monza (Eccellenza)
- Mozzanica
- Riozzese
- Atletico Milano

Calcio Maschile a 11:
Di seguito l'elenco delle squadre lombarde con un passato nei professionisti:
| #   | Società           | Serie A | Serie B | Serie C | Serie D | Totale | Stagione 2024-2025 |
| --- | ----------------- | ------- | ------- | ------- | ------- | ------ | ------------------ |
| 1ª  | Milan             | 116     | 2       | -       | -       | 118    | Serie A            |
| 2ª  | Inter             | 110     | -       | -       | -       | 110    | Serie A            |
| 3ª  | Atalanta          | 66      | 34      | 1       | -       | 101    | Serie A            |
| 4ª  | Brescia           | 33      | 66      | 4       | -       | 103    | Serie B            |
| 5ª  | Como              | 15      | 43      | 37      | 7       | 103    | Serie A            |
| 6ª  | Cremonese         | 15      | 34      | 47      | 5       | 101    | Serie B            |
| 7ª  | Monza             | 3       | 45      | 50      | 3       | 101    | Serie A            |
| 8ª  | Pro Patria        | 14      | 19      | 56      | 10      | 99     | Serie C            |
| 9ª  | Mantova           | 12      | 18      | 45      | 24      | 109    | Serie B            |
| 10ª | Legnano           | 11      | 16      | 33      | 31      | 91     | Eccellenza         |
| 11ª | Varese            | 7       | 23      | 34      | 20      | 84     | non iscritto       |
| 12ª | Lecco             | 3       | 15      | 47      | 22      | 87     | Serie C            |
| 13ª | Fanfulla          | -       | 17      | 21      | 32      | 70     | Serie D            |
| 14ª | Vigevano          | -       | 11      | 19      | 32      | 62     | Promozione         |
| 15ª | AlbinoLeffe       | -       | 9       | 21      | 10      | 40     | Serie C            |
| 16ª | Seregno           | -       | 8       | 31      | 40      | 79     | Promozione         |
| 17ª | Pavia             | -       | 6       | 38      | 34      | 78     | Eccellenza         |
| 18ª | Pro Sesto         | -       | 4       | 16      | 39      | 59     | Serie D            |
| 19ª | Crema             | -       | 3       | 22      | 23      | 48     | Serie D            |
| 20ª | Suzzara           | -       | 3       | 5       | 7       | 15     | Prima Categoria    |
| 21ª | Vogherese         | -       | 2       | 15      | 29      | 46     | Serie D            |
| 22ª | Gallaratese       | -       | 2       | 13      | 27      | 40     | Prima Categoria    |
| 23ª | Feralpisalò       | -       | 1       | 13      | 2       | 16     | Serie C            |
| 24ª | Ponte San Pietro  | -       | 1       | 8       | 15      | 24     | Eccellenza         |
| 25ª | Alzano Virescit   | -       | 1       | 7       | 7       | 15     | non iscritto       |
| 27ª | Magenta           | -       | 1       | 2       | 2       | 5      | Serie D            |
| 28ª | Lumezzane         | -       | -       | 21      | 7       | 28     | Serie C            |
| 29ª | Pergolettese      | -       | -       | 13      | 38      | 51     | Serie C            |
| 30ª | Solbiatese        | -       | -       | 12      | 9       | 21     | Eccellenza         |
| 31ª | Renate            | -       | -       | 11      | 4       | 15     | Serie C            |
| 32ª | Saronno           | -       | -       | 11      | 3       | 14     | Eccellenza         |
| 33ª | Pro Palazzolo     | -       | -       | 9       | 9       | 18     | Serie D            |
| 34ª | Giana Erminio     | -       | -       | 9       | 2       | 11     | Serie C            |
| 35ª | Sant'Angelo       | -       | -       | 7       | 6       | 13     | Serie D            |
| 36ª | Folgore Caratese  | -       | -       | 6       | 11      | 17     | Serie D            |
| 37ª | Mortara           | -       | -       | 6       | -       | 3      | non iscritto       |
| 38ª | Cantù             | -       | -       | 5       | -       | 5      | Promozione         |
| 38ª | Pro Lissone       | -       | -       | 5       | -       | 5      | Prima Categoria    |
| 38ª | Trevigliese       | -       | -       | 5       | -       | 5      | Eccellenza         |
| 41ª | Melzo             | -       | -       | 4       | 16      | 20     | Terza Categoria    |
| 42ª | Sestese           | -       | -       | 4       | -       | 4      | Eccellenza         |
| 43ª | Sondrio           | -       | -       | 3       | 16      | 19     | Serie D            |
| 44ª | Meda              | -       | -       | 3       | 5       | 8      | Eccellenza         |
| 45ª | Parabiago         | -       | -       | 3       | -       | 3      | Prima Categoria    |
| 46ª | Ospitaletto       | -       | -       | 2       | 15      | 17     | Serie D            |
| 47ª | Tritium           | -       | -       | 2       | 3       | 5      | Eccellenza         |
| 48ª | Atalanta U23      | -       | -       | 2       | -       | 2      | Serie C            |
| 48ª | Codogno           | -       | -       | 2       | -       | 2      | Eccellenza         |
| 48ª | Luino             | -       | -       | 2       | -       | 2      | Promozione         |
| 51ª | Rhodense          | -       | -       | 1       | 6       | 7      | Eccellenza         |
| 52ª | Sangiuliano City  | -       | -       | 1       | 2       | 3      | Serie D            |
| 52ª | Alcione           | -       | -       | 1       | 2       | 3      | Serie C            |
| 54ª | Vis Nova Giussano | -       | -       | 1       | 1       | 2      | Promozione         |
| 55ª | Milan Futuro      | -       | -       | 1       | -       | 1      | Serie C            |
| 56ª | Montichiari       | -       | -       | -       | 12      | 12     | Prima Categoria    |
| 57ª | Carpenedolo       | -       | -       | -       | 6       | 6      | Eccellenza         |
| 58ª | Casatese Merate   | -       | -       | -       | 5       | 5      | Serie D            |
| 59ª | Orceana           | -       | -       | -       | 4       | 4      | Eccellenza         |
| 60ª | Castiglione       | -       | -       | -       | 2       | 2      | Eccellenza         |
| 61ª | Poggese           | -       | -       | -       | 1       | 1      | Promozione         |
| 61ª | Brembillese       | -       | -       | -       | 1       | 1      | Seconda Categoria  |

Tra le altre storiche (c società di calcio maschile a 11 (con almeno 10 campionati di IV livello) ancora in attività e non incluse nell'elenco di cui sopra figurano:  Aurora Desio;  Breno;  Caravaggio;  Caronnese;   Casteggio;  Castellana;  Corbetta;  Darfo Boario; Di.Po. Vimercate;  Enotria;  Gonzaga;  Inveruno;  Mariano;  Moglia;  Olginatese;  Ostiglia;  Romanese;  Sancolombano Soresinese. Di seguito tutte le squadre citate ordinate per il livello alla stagione 2024-2025:
| Livello    | Società |
| ---------- | --- |
| Serie A    | Atalanta; Como; Inter; Milan; Monza. |
| Serie B    | Brescia; Cremonese; Mantova. |
| Serie C    | Gir. A: AlbinoLeffe; Alcione; Atalanta U23; Feralpisalò; Giana Erminio; Lecco; Lumezzane; Pergolettese; Pro Patria; Renate. Gir B: Milan Futuro. |
| Serie D    | Gir. A: Vogherese. Gir. B: Breno; Casatese Merate; Crema; Fanfulla; Folgore Caratese; Magenta; Ospitaletto; Pro Palazzolo; Pro Sesto ; Sangiuliano City; Sant'Angelo; Sondrio. Gir. C: Caravaggio.                                                          |
| Eccellenza | Gir. A: Caronnese; Casteggio; Legnano; Mariano; Meda; Pavia; Rhodense; Saronno Sestese; Solbiatese. Gir. B: Codogno; Olginatese; Ponte San Pietro; Trevigliese; Tritium. Gir. C: ; Carpenedolo; Castellana; Castiglione; Darfo Boario; Orceana; Soresinese. |
| Promozione | Gir. A: Luino. Gir. B: Cantù; Seregno; Vis Nova Giussano. Gir. D: Poggese. Gir. F: Vigevano. |
| 1ª Categ.  | Gir. A: Gallaratese. Gir. G: Gonzaga; Montichiari; Suzzara. Gir. H: Sancolombano. Gir. M: Di.Po. Vimercate; Pro Lissone. Gir. N: Corbetta; Inveruno; Parabiago.                                                                                             |
| 2ª Categ.  | Gir. A: Brembillese. Gir. C: Romanese. Monza Brianza - Gir. R: Aurora Desio. |
| 3ª Categ.  | Mantova - Gir. A: Moglia; Ostiglia. Milano - Gir. C: Enotria; Melzo. |

### Altre società di calcio non più esistenti
Elenco delle società di calcio a 11 maschile attualmente non in attività, ordinate dall'ultima apparizione più recente
- Mortara: nel 2023-2024 non si iscrive al campionato di Seconda Categoria.
- USO Calcio: nel 2016 si fonde con la Romanese nell'A.S.D. Calcio Romanese, nel 2021 con una nuova fusione rinasce la Romanese;
- Varese: nel 2019 viene dichiarata fallita ma nessun club ne ha proseguito formalmente la tradizione sportiva. Il Città di Varese è ad oggi la squadra più rappresentativa della città;
- Alzano Virescit/  Virtus Bergamo: nel 2019 si fonde con l'U.S.D. Ciserano dando vita alla Società Sportiva Dilettantistica Virtus CiseranoBergamo 1909 S.r.l.;
- Stradellina/ Oltrepò/ SBC Oltrepò/ OltrepoVoghera: nel 2019 cessa la sua attività alla A.V.C. Vogherese 1919;
- Sebinia Alto Sebino: nel 2016 si ritira dal campionato di Promozione Lombardia a calendari già compilati e viene radiata dai ruoli federali FIGC;
- Abbiategrasso: nel 2015 non si iscrive al campionato di Prima Categoria e scompare;
- Pizzighettone: nel 2012 si scioglie mediante trasferimento a Crema e cambio di denominazione in Unione Sportiva Pergolettese 1932
- Melegnanese: nel 2012 si fonde con il Pro Melegnano Calcio dando vita al G.S. Melegnano Calcio;
- Chiari/  Chiari: nel 2012 si fonde con il Sellero Novelle cedendo il titolo sportivo alla nuova società;
- Rodengo Saiano: nel 2011 rinuncia al campionato di Lega Pro Seconda Divisione e si scioglie;
- Corsico: nel 2010, per mancanza del campo di gioco, cessa definitivamente l'attività calcistica senza cedere i diritti del proprio logo e il titolo sportivo;
- Salò: nel 2009 si fonde con l'A.C. Feralpi Lonato di Lonato del Garda nel'A.C. FeralpiSalò;
- Albinese: nel 1998 si fonde con la Società Calcio Leffe nell'Unione Calcio AlbinoLeffe e termina la sua tradizione sportiva;
- Leffe: nel 1998 si fonde con l'Albinese Calcio nell'Unione Calcio AlbinoLeffe che continua la sua tradizione sportiva;
- Virescit Boccaleone: nel 1993 si fonde con il Football Club Alzano, assumendo la denominazione di Alzano Virescit Football Club 1909;
- Telgate: nel 1989 si fonde con l'Associazione Calcio Palazzolo nell'Associazione Calcio Palazzolo-Telgate, nel 1990 cambia denominazione in A.C. Palazzolo S.r.l.;
- Vimercatese: nel 1984 si fonde con la Polisportiva Di.Po. per diventare Pol. Di.Po. Vimercatese;
- Falck Vobarno: nel 1981 si scioglie e cede il proprio titolo sportivo al Club Azzurri di Brescia;
- Lilion Snia Varedo: negli anni '80 si fonde con il Viola 74 di Bovisio Masciago e scompare;
- Pirelli: nel 1968 si scioglie la sezione calcio;
- Falck & Arcore: nel 1966 non si iscrive al successivo campionato venendo così radiata dalla FIGC;
- Rizzoli: nel 1964 si ritirò dal campionato di Serie C, sciogliendosi definitivamente;
- Marzotto Manerbio: nel 1957 non si iscrive in IV Serie e cessa l'abbinamento con l'azienda Marzotto;
- Acciaierie Falck/ Falck: nel 1945 si fonde con i Giovani Calciatori Sestesi nella U.S. Pro Sesto. Viene rifondata ma nel 1951 si scioglie definitivamente;
- Alfa Romeo: nel 1942 rinuncia ad iscriversi alla Serie C, sciogliendosi definitivamente;
- Vittorio Necchi: nel 1942 si fonde con la Pavese Luigi Belli per rifondare il Pavia;
- Armando Casalini: nel 1941 non si iscrive alla Serie C, sciogliendosi definitivamente nel 1942;
- Isotta Fraschini: nel 1938 non si iscrive alla 1ª Divisione, sciogliendosi definitivamente;
- Redaelli: squadra di Milano (quart.Rogoredo), 5 partecipazioni in Serie C, notizie incerte sullo scioglimento;
- Gerli: squadra di Cusano Milanino (MI), 3 partecipazioni in Serie C, notizie incerte sullo scioglimento;
- Villasanta: squadra di Villasanta (MB), 3 partecipazioni in Serie C; notizie incerte sullo scioglimento;
- Breda: squadra di Sesto San Giovanni (MI), 2 partecipazioni in Serie C; notizie incerte sullo scioglimento;
- Ardens: squadra di Bergamo, 1 partecipazione in Serie C; notizie incerte sullo scioglimento;
- Officine Meccaniche: squadra di Milano, partecipa ad alcuni campionati di II livello, notizie incerte sullo scioglimento;
- Juventus Italia: fondata a Milano nel 1910 e scioltasi nel 1928. Nel 1947 rinasce e si scioglie nuovamente dopo un anno;
- Esperia: fondata a Como nel 1914, nel 1926 si fonde con il Como nell''A.C. Comense. Rifondata nel 1946 fondendosi con l'A.C. Fino Mornasco, si scioglie nel 1947;
- US Milanese: fondata a Milano nel 1902, nel 1927 il regime fascista la costrinse a fondersi con l'Inter nell'Ambrosiana. Nel 1945 rinasce sciogliendosi dopo un anno;
- Stelvio: fondato a Milano nel 1914, nel 1924 si fonde con l'A.C. Olona, nel 1927 viene assorbita nel G.S. Emilio Tonoli Bovisa;
- Ausonia/ Ausonia Pro Gorla/ Ardita Ausonia:  fondata a Milano nel 1905, dal 1912 al 1921 era la sezione calcio della S.S. Pro Gorla di Gorla Primo come Ausonia Pro Gorla, nel 1921 si scisse dalla polisportiva e si fuse con l'Ardita F.C. di Milano creando l'Ardita Ausonia F.C. che si sciolse definitivamente nel 1925;
- Nazionale Lombardia: fondata a Milano nel 1911, dal 1919 al 1921 era la sezione calcio della polisportiva Sport Club Italia, si scioglie definitivamente nel 1923;
- Racing Libertas: fondato a Milano nel 1905, si scioglie nel 1922;
- Legnanesi: fondata a Legnano nel 1919, nel 1921 viene assorbita nel Football Club Legnano;
- Sport Club Edera: fondato a Lodi nel 1919, nel 1920 si fonde con il Fanfulla rifondando l’A.S. Fanfulla;
- AC Milanese: fondata a Milano nel 1913 dalla fusione delle preesistenti Lambro,Vigor F.C. e l'Unitas, si sciolse nel 1915 e non fu più ricostituita;
- Savoia Milano: fondata a Milano nel 1911, scioltasi nel 1914 non fu più ricostituita;
- Unitas: fondato a Milano nel 1908, nel 1913 si fonde con il Lambro e la Vigor F.C. nell'Associazione Milanese del Calcio;
- Lambro: fondato a Milano nel 1908, nel 1913 si fonde con l'Unitas e la Vigor F.C. nell'Associazione Milanese del Calcio;
- Mediolanum: fondata a Milano nel 1898, scioltasi nel 1904 cessa l'attività calcistica;

### Calcio a 5
- Bergamo Calcio a 5
- Toniolo Milano
- A.S.D. Lecco Calcio a 5

Canottaggio:
- Canottieri Lario

Cricket:
- Euratom Cricket Club

Floorball:
- UHC Wild Boars Varese
- ASD Floorball Club Milano
- ASD Spartak Floorball Milano

Football americano e flag football:
- Lions Bergamo
- Rhinos Milano
- Seamen Milano
- Daemons Martesana
- Frogs Legnano
- Skorpions Varese
- Bengals Brescia
- Rams Milano

Ginnastica artistica
- Brixia
- A.S. Merate Sez. Gym
- Estate '83 Lograto
- Ginnastica Artistica Lissonese
- Pro Lissone Ginnastica

Hockey in-line:
- Hockey Club Milano 17 RAMS
- Hockey Club Milano 24
- Dragons Gallarate

Hockey su ghiaccio Maschile:
- Hockey Club Chiavenna
- Hockey Club Como
- Hockey Milano Rossoblu
- Hockey Club Varese

Hockey su pista:
- Amatori Lodi
- Hockey Roller Club Monza
- Hockey Seregno

Hockey su prato:
- Brescia Hockey Club
- Società Hockey Paolo Bonomi

Pallamano femminile:
- Pallamano Femminile Cassano Magnago ASD

Pallamano maschile:
- Cassano Magnago
- Cologne
- Leno

Pallanuoto:
- Bissolati Cremona
- Como Nuoto
- Leonessa Nuoto Pallanuoto

Pallavolo Femminile:
- Volley Bergamo
- Futura Volley Busto Arsizio
- Volleyball Casalmaggiore
- Promoball Volleyball Flero
- Pavia Volley
- U.S. Pro Victoria Pallavolo Monza
- Esperia Volley

Pallavolo Maschile:
- A.S. Merate Sez. Volley
- Vero Volley Monza
- Milano
- Libertas Brianza
- Atlantide Brescia
- Mantova

Roller derby:
- Harpies Milano
- Crimson Vipers Bergamo
- Evil Jailbirds Brescia
- Roller Disorder Cassano d'Adda
- Iron Crowns Monza

Rugby:
- Brescia
- Viadana
- Calvisano
- Rugby Milano
- Grande Milano
- Parabiago
- Monza
- Rho

Rugby Femminile:
- A.S. Rugby Monza 1949
- CUS Milano

Scherma:
- ASG Comense 1872

Softball:
- A.B. Caronno Softball
- Associazione Giocatori Softball Malnate
- Baseball Softball Club Legnano

Tamburello:
- AT Ennio Guerra Castellaro
- AT Medole

### Discipline sportive

#### Sci alpino
Lo sci alpino si pratica in diverse località sportive della zona alpina, nelle province di Sondrio, Bergamo, Brescia e Lecco. I comprensori sciistici pià grandi si trovano in Alta Valtellina, nelle località di Bormio, Livigno, Santa Caterina Valfurva e Aprica, nonché all'estremità settentrionale della Val Camonica a Ponte di Legno, Madesimo in Valchiavenna e a Chiesa in Valmalenco. Al Passo Stelvio e al Passo del Tonale è possibile sicare sul ghiacciaio in estate.
Le località più rilevanti per le competizioni internazionali sono Bormio e Santa Caterina Valfurva, sedi dei Campionati mondiali di sci alpino nel 1985 e nel 2005, e di tappe annualli della Coppa del Mondo di sci alpino, sulla piste Stelvio e Deborah Compagnoni.

#### Short track
Lo short track è praticato principalmente a Bormio, che è sede del centro federale nazionale. L'impianto principale è il Palaghiaccio Braulio,
che ha ospitato i campionati europei di short track del 2000 e nel gennaio 2020, ha ospitato i campionati mondiali junior 2020, prestigiosa competizione che riguarda tutti gli atleti junior.
L'ASD Bormio Ghiaccio è uno dei principali vivai della nazionale. In questo club hanno mosso i primi passi pattinatori come Katia Zini, Mara Zini, Arianna Fontana, Nicola Franceschina, Nicola Rodigari, Yuri Confortola, Claudio Rinaldi, Michele Antonioli, Barbara Baldissera, Marinella Canclini, Matteo Compagnoni, Martina Valcepina, Arianna Valcepina, Elena Viviani e Luca Spechenhauser.